# Daniel Rellstab
Daniel Hugo Rellstab (* 1972) ist ein Germanist und Hochschullehrer.

## Leben
Rellstab studierte Germanistischen Sprach- und Literaturwissenschaft sowie evangelische Theologie an der Universität Bern. Dort war er anschließend von 2000 bis 2011 wissenschaftlicher Mitarbeiter am Institut für Germanistik. In Bern wurde er 2006 mit der Dissertation Charles S. Peirce' Theorie natürlicher Sprache und ihre Relevanz für die Linguistik: Logik, Semantik, Pragmatik promoviert. 2016 folgte die Habilitation mit einer Arbeit zur Interaktion in mehrsprachigen, transkulturellen Deutsch-als-Fremdsprache-Klassenzimmern.
Rellstab war von 2011 bis 2016 Senior Lecturer für interkulturelle Kommunikation an der Universität Vaasa und daneben dort von 2013 bis 2016 Leiter des internationalen Masterstudiengangs „Intercultural Studies in Communication and Administration“ und 2016/2017 des Masterstudiengangs „Intercultural Management and Communication“. 2017/2018 lehrte er an der Universität Jyväskylä.
Rellstab folgte im März 2018 einem Ruf als Professor für Germanistik im globalen Kontext an die Pädagogische Hochschule Schwäbisch Gmünd. Dort ist er Leiter der Abteilung Deutsch mit Sprecherziehung sowie Studiengangsleiter des Masterstudiengangs "Germanistik und Interkulturalität/Multilingualität". Zudem ist er seit April 2021 Prorektor für Forschung, Internationales und Digitalisierung an der PH. Im 2021 wurde er außerdem in den Hochschulrat der Pädagogischen Hochschule Vorarlberg gewählt.

## Publikationen (Auswahl)
- Legitime Sprachen, legitime Identitäten. Interaktionsanalysen im spätmodernen "Deutsch als Fremdsprache"-Klassenzimmer. Bielefeld, Transcript 2021, ISBN 978-3-8376-5694-7.
- Charles S. Peirce' Theorie natürlicher Sprache und ihre Relevanz für die Linguistik: Logik, Semantik, Pragmatik, Narr, Tübingen 2007, ISBN 978-3-8233-6309-5.
- mit Simon Meier und Gesine L. Schiewer (Hrsg.): Dialog und (Inter-)Kulturalität: Theorien, Konzepte, empirische Befunde, Narr, Tübingen 2014, ISBN 978-3-82337-906-5.
- mit Christiane Schlote: Representations of War, Migration and Refugeehood. Interdisciplinary Perspectives, Routledge, New York 2014, ISBN 978-0415711760.